# Aeroportul Qiqihar Sanjiazi
Aeroportul Qiqihar Sanjiazi (IATA: NDG, ICAO: ZYQQ) este un aeroport din Qiqihar, Heilongjiang, Republica Populară Chineză ce deservește zona Qiqihar. Aeroportul a fost tranzitat în 2022 de 252.451 de pasageri. A fost numit după zona deservită.
Situat la o altitudine de 145 m, aeroportul dispune de o singură pistă.